# William Press
William J. Press (¿-?) fue un luchador británico que compitió en los Juegos Olímpicos de 1908 en Londres.
Press ganó la medalla de plata olímpico en lucha libre en los Juegos Olímpicos de 1908 en Londres. Quedó en segundo lugar en la categoría de peso gallo, tras perder la final ante el estadounidense George Mehnert.